# Rezz
Ізабе́ль Резаза́де (англ. Isabelle Rezazadeh; відома під псевдонімом Rezz (стилізованим як REZZ); нар. 28 березня 1995 року, Харків) — канадська діджейка та музична продюсерка з Ніагара-Фоллс (Онтаріо). 
Її дебютний мініальбом під назвою «Insurrection» був випущений у 2015 році на дочірньому лейблі OWSLA — Nest HQ. У 2016 році вона підписала контракт із лейблом звукозапису Mau5trap, який належить музичному продюсеру та діджею Deadmau5, на ньому вона випустила наступні два мініальбоми «The Silence is Deafening» та «Something Wrong Here». 4 серпня 2017 року Резазаде випустила свій дебютний студійний альбом «Mass Manipulation», а пізніше у 2018 році випустила другий студійний альбом, який мав назву «Certain Kind of Magic».

## Дитинство та юність
Ізабель Резазаде має персидсько-українське коріння, вона народилася 28 березня 1995 року у Харкові, її мати є українкою, а батько — з Ірану. Коли вона була ще у молодому віці її родина переїхала до Канади. Навчаючись у середній школі, вона працювала у Hard Rock Cafe в Ніагара-Фоллс.
Резазаде почала діджеїти коли їй було 16 років, спочатку вона грала музику інших виконавців, але була натхненна на створення власних творів концертом Deadmau5. Вона була помічена у блозі американського музичного продюсера і діджея Skrillex, який згодом підписався на неї та надіслав їй повідомлення у соціальній мережі Twitter.

## Кар'єра

### 2015–2016: Мініальбоми
У 2015 році Резазаде почала продукувати власні пісні на своєму ноутбуці та завантажувати їх на стрімінгову платформу SoundCloud, знаходячись у себе вдома в Ніагара-Фоллс (Онтаріо). 20 липня 2015 року вона випустила дебютний мініальбом «Insurrection» на Nest HQ — дочірньому лейблі OWSLA. Пізніше того ж року вона випустила музику на лейблі звукозапису Mau5trap, який належить музичному продюсеру та діджею Deadmau5, а її трек «Serenity» був представлений в альбомі компіляції 2015 року «We Are Friends, Vol. 4».
У 2016 році Резазаде анонсувала свій перший мініальбом на музичному лейблі Mau5trap — «The Silence is Deafening», який вийшов 22 січня 2016 року. Пізніше того ж року, 7 жовтня, на лейблі Mau5trap відбувся реліз її другого мініальбому «Something Wrong Here». Він увійшов до музичних чартів США, досягши 19-ї сходинки у списку Billboard Dance Charts.

### 2017–2018:«Mass Manipulation»та«Certain Kind of Magic»
У 2017 році лейбл Mau5trap оголосив про реліз дебютного студійного альбому Резазаде — «Mass Manipulation». Для його просування 7 липня 2017 року на YouTube каналі Mau5trap вийшов музичний кліп на пісню «Relax». Через місяць, 4 серпня 2017 року, альбом «Mass Manipulation» став доступний на платформах цифрової дистрибуції музики, а трохи пізніше, 6 жовтня 2017 року — на вінілових платівках.
У 2018 році на Juno Awards «Mass Manipulation» було визнано найкращим електронним альбомом року.
1 червня 2018 року Резазаде оголосила про випуск свого другого студійного альбому «Certain Kind of Magic». Його реліз відбувся 3 серпня 2018 року через лейбл Mau5trap. Головний сингл альбому «Witching Hour» вийшов 4 червня 2018 року. Другий сингл альбому «Hex» був створений у співпраці з продюсером електронної музики 1788-L і вийшов 29 червня 2018 року.

### 2019–сьогодення:«Beyond the Senses»
14 травня 2019 року Rezz повідомила в Twitter, що планує випустити свій новий EP «Beyond the Senses» 24 липня. Наступного дня вона випустила сингл «Dark Age». 12 червня в колаборації з американською групою Underoath вона випустила трек «Falling», який супроводжувався музичним відео, випущеним того ж дня. Разом з треком було доступне онлайн-прослуховування у віртуальній реальності за допомогою WaveVR, крім того, у закладах VR Arcades на території Північній Америці та в Otherworld в Лондоні для прослухування були організовані відповідні офлайн заходи.
У 2020 році Резазаде була представлена в документальному фільмі Underplayed, вона також зіграла діджей-сет після канадської прем'єри фільму на Міжнародному кінофестивалі в Торонто 2020 року.
У 2021 році Rezz та deadmau5 випустили спільний сингл на лейблі mau5trap під назвою «Hypnocurrency».
Пізніше того ж року Rezz з'явилась на віртуальному музичному фестивалі Secret Sky 2021, що був організований американським продюсером та діджеєм Портером Робінсоном.
21 травня 2021 року Rezz разом з Дав Камерон випустила трек «Taste of You». Резз випустила Spiral, свій третій альбом, 19 листопада.
У 2022 році вона запустила новий лейбл HypnoVizion Records.

## Особисте життя
15 серпня 2023 року Rezz оголосила про свої заручини з колегою-музиканткою та частою співробітницею Сідні Фішер, відомою під сценічним іменем fknsyd. Пара одружилася у вересні 2024 року.

## Дискографія

### Студійні альбоми
| Назва                                                                              | Інформація                                                                                  | Пікові позиції у чартах | Пікові позиції у чартах | Пікові позиції у чартах |
| Назва                                                                              | Інформація                                                                                  | US Dance                | US Heat                 | US Ind.                 |
| ---------------------------------------------------------------------------------- | ------------------------------------------------------------------------------------------- | ----------------------- | ----------------------- | ----------------------- |
| «Mass Manipulation»                                                                | - Дата виходу: 4 серпня 2017 р. - Лейбл: Mau5trap - Формати: CD, цифрова дистрибуція, вініл | 16                      | 14                      | 30                      |
| «Certain Kind of Magic»                                                            | - Дата виходу: 3 серпня 2018 р. - Лейбл: Mau5trap - Формати: цифрова дистрибуція, вініл     | 12                      | 8                       | 19                      |
| «—» позначає реліз, який не потрапляв у чарти або не був виданий на цій території. |                                                                                             |                         |                         |                         |

### Мініальбоми (EP)
| Назва                                                                              | Інформація                                                                                         | Чарти    |
| Назва                                                                              | Інформація                                                                                         | US Dance |
| ---------------------------------------------------------------------------------- | -------------------------------------------------------------------------------------------------- | -------- |
| «Insurrection»                                                                     | - Дата виходу: 20 липня 2015 р. - Лейбл: OWSLA / NEST HQ - Формати: цифрова дистрибуція            | —        |
| «The Silence is Deafening»                                                         | - Дата виходу: 22 січня 2016 р. - Лейбл: Mau5trap - Формати: цифрова дистрибуція                   | —        |
| «Something Wrong Here»                                                             | - Дата виходу: 7 жовтня 2016 р. - Лейбл: Mau5trap - Формати: цифрова дистрибуція                   | 18       |
| «Beyond the Senses»                                                                | - Дата виходу: 24 липня 2019 р. - Лейбл: випущено самостійно - Формати: цифрова дистрибуція, вініл | —        |
| «—» позначає реліз, який не потрапляв у чарти або не був виданий на цій території. | |          |

### Сингли
| Назва                                                                              | Рік  | Пікові позиції у чартах | Альбом                |
| Назва                                                                              | Рік  | NZ HOT                  | Альбом                |
| ---------------------------------------------------------------------------------- | ---- | ----------------------- | --------------------- |
| «Alien» (з Raito)                                                                  | 2016 | —                       | Не альбомні сингли    |
| «Fourth Impact» (з K?d)                                                            | 2017 | —                       | Не альбомні сингли    |
| «Psycho» (з Isqa)                                                                  | 2017 | —                       | Не альбомні сингли    |
| «I»                                                                                | 2017 | —                       | Не альбомні сингли    |
| «Silent Hill»                                                                      | 2017 | —                       | Не альбомні сингли    |
| «Relax»                                                                            | 2017 | —                       | Mass Manipulation     |
| «Diluted Brains»                                                                   | 2017 | —                       | Mass Manipulation     |
| «Premonition» (з Knodis)                                                           | 2017 | —                       | Mass Manipulation     |
| «Drugs!» (з 13)                                                                    | 2017 | —                       | Mass Manipulation     |
| «Witching Hour»                                                                    | 2018 | —                       | Certain Kind of Magic |
| «Hex» (з 1788-L)                                                                   | 2018 | —                       | Certain Kind of Magic |
| «Flying Octopus»                                                                   | 2018 | —                       | Certain Kind of Magic |
| «Mixed Signals» (з Blanke)                                                         | 2018 | —                       | Не альбомний сингл    |
| «Dark Age»                                                                         | 2019 | —                       | Beyond the Senses     |
| «Falling»(за участю Underoath)                                                     | 2019 | —                       | Beyond the Senses     |
| «Kiss of Death» (з Deathpact)                                                      | 2019 | —                       | Beyond the Senses     |
| «Criminals» (з Malaa)                                                              | 2019 | —                       | Не альбомні сингли    |
| «Hell on Earth» (з Yultron)                                                        | 2019 | —                       | Не альбомні сингли    |
| «Into the Abyss» (з Zeds Dead)                                                     | 2020 | —                       | Не альбомні сингли    |
| «Someone Else» (з Grabbitz)                                                        | 2020 | —                       | Не альбомні сингли    |
| «Orbit»                                                                            | 2020 | —                       | Не альбомні сингли    |
| «Sacrificial» (за участю Pvris)                                                    | 2021 | —                       | Не альбомні сингли    |
| «Hypnocurrency» (з Deadmau5)                                                       | 2021 | 35                      | Не альбомні сингли    |
| «Taste of You» (за участю Дав Камерон)                                             | 2021 | —                       | Не альбомні сингли    |
| «—» позначає реліз, який не потрапляв у чарти або не був виданий на цій території. |      |                         |                       |

### Ремікси
| Назва                  | Рік  | Автор(и) оригіналу                | Альбом              |
| ---------------------- | ---- | --------------------------------- | ------------------- |
| «This Is the New Shit» | 2015 | Marilyn Manson                    | Не альбомні ремікси |
| «Conquistador»         | 2015 | Жан-Мішель Жарр та Gesaffelstein  | Не альбомні ремікси |
| «Without a Trace»      | 2016 | Kill the Noise                    | Не альбомні ремікси |
| «Slip»                 | 2016 | Deadmau5                          | Не альбомні ремікси |
| «Clear»                | 2017 | No Mana та Zashanell              | Не альбомні ремікси |
| «I Could Be Anything»  | 2018 | The Glitch Mob (за участю Elohim) | Не альбомні ремікси |
| «Divinity»             | 2018 | Портер Робінсон                   | Не альбомні ремікси |
| «Violence»             | 2020 | Grimes та І_о                     | Не альбомні ремікси |

### Музичні відеокліпи
| Назва                           | Рік  | Режисер(и)                   | Альбом                |
| ------------------------------- | ---- | ---------------------------- | --------------------- |
| «Paranoid»                      | 2016 | Елісон Хані                  | Something Wrong Here  |
| «Relax»                         | 2017 | Тайлер Гайнс                 | Mass Manipulation     |
| «Premonition» (з knodis)        | 2017 | Луїс Коліндрес               | Mass Manipulation     |
| «Flying Octopus»                | 2018 | Аойфе Дойл і Стефан Грамбарт | Certain Kind of Magic |
| «Falling» (за участю Underøath) | 2019 | Колін Г. Купер               | Beyond the Senses     |

## Нагороди та номінації

### Juno Awards
| Рік  | Категорія                    | Номінована робота                        | Результат | Примітки |
| ---- | ---------------------------- | ---------------------------------------- | --------- | -------- |
| 2018 | Electronic Album of the Year | Mass Manipulation (студійний альбом)     | Перемога  | [ 20 ]   |
| 2019 | Electronic Album of the Year | Certain Kind of Magic (студійний альбом) | Номінація | [ 69 ]   |